# Masakra w Srebrenicy
Masakra w Srebrenicy – ludobójstwo, w którym zginęło ponad 8 tysięcy bośniackich muzułmanów, mężczyzn i chłopców, popełnione przez Siły Zbrojne Republiki Serbskiej (VRS) w lipcu 1995 r. w okolicach miasta Srebrenica. Masakra ta jest uznawana za największe ludobójstwo w Europie od czasu II wojny światowej.
Upadek Srebrenicy i innej enklawy we wschodniej części Bośni – Žepy (25 lipca) przyspieszył koniec wojny w Bośni i Hercegowinie. 30 sierpnia 1995 roku lotnictwo NATO dokonało ciężkich nalotów na pozycje Serbów bośniackich, a po ich zakończeniu do Bośni i Hercegowiny wkroczyła armia chorwacka, która wraz z siłami muzułmańskimi i wojskiem bośniackich Chorwatów rozbiła Serbów. Przegrywający wojnę Serbowie zostali zmuszeni do podpisania układu w Dayton.

## Wydarzenia

### Strefy bezpieczeństwa ONZ
Obroną Srebrenicy dowodził z ramienia Armii Republiki Bośni i Hercegowiny Naser Orić. 16 kwietnia 1993 r. Srebrenica i okoliczne tereny w promieniu 30 km zostały ogłoszone przez ONZ „strefą bezpieczeństwa” (Rezolucja Rady Bezpieczeństwa nr 819). 6 maja ONZ utworzyła 6 stref bezpieczeństwa (Srebrenica, Žepa, Sarajewo, Bihać, Tuzla, Goražde), których nie można było napadać i bombardować (Rezolucja Rady Bezpieczeństwa nr 824). W styczniu 1995 r. w Potočari, 5 km od Srebrenicy, ulokował swoją kwaterę Dutchbat (holenderski batalion ONZ – około 400 żołnierzy), odpowiedzialny za ochronę „strefy”. Serbowie od samego początku dążyli do zlikwidowania bośniackich enklaw. W marcu 1995 prezydent Republiki Serbskiej, Radovan Karadžić, podpisał Dyrektywę nr 7 Głównego Dowództwa RS, która określa strategię postępowania wobec Srebrenicy i sąsiedniej enklawy – Žepy. Zgodnie z tą dyrektywą VRS (Armia Republiki Serbskiej) miała: „jak najszybciej dokończyć fizyczne oddzielenie Srebrenicy od Žepy, uniemożliwiając nawet komunikację między osobami w obu enklawach. Poprzez zaplanowane i dobrze przemyślane operacje bojowe, stworzyć nieznośną sytuację całkowitego braku bezpieczeństwa, bez nadziei na dalsze przetrwanie lub życie dla mieszkańców Srebrenicy”.

### Operacja „Krivaja 95”. Upadek Srebrenicy

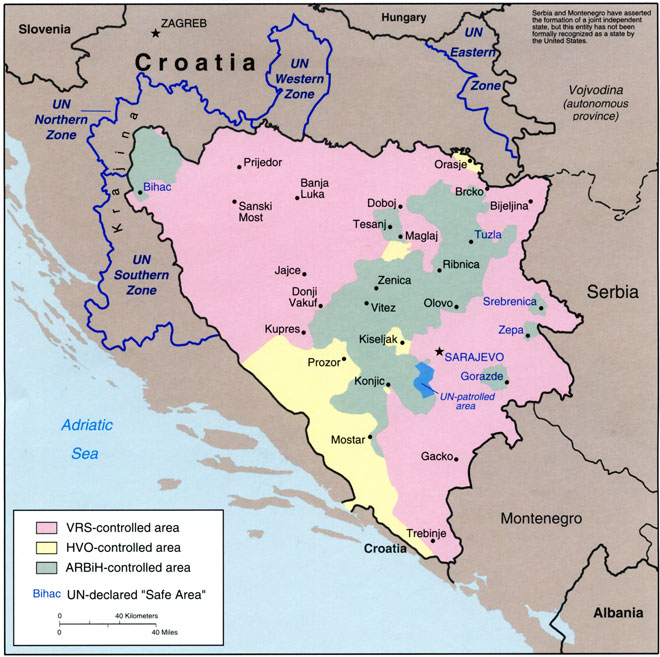
Mapa Bośni z 1994 roku. Enklawy Srebrenica, Žepa i Goražde ze względu na swoje położenie były ewidentnym punktem niezgody pomiędzy Serbami a Muzułmanami

6 lipca 1995 r. korpus „Drina” VRS, liczący ok. 4500 żołnierzy dowodzony przez generała majora Milenkę Živanovicia, rozpoczął operację przeciwko srebrenickiej enklawie, która potem otrzyma kryptonim „Krivaja 95”. Otwarto ogień na muzułmańskie pozycje znajdujące się na południu enklawy, ostrzeliwując także stanowiska obserwacyjne Holendrów, aby zmusić ich do ucieczki. Cel ten został osiągnięty. Z 20 tysięcy uciekinierów od 5 do 6 tysięcy zostało jednak wpuszczonych do obozu, w którym stacjonowali holenderscy żołnierze. Oddział holenderski nie podjął żadnych działań obronnych. 9 lipca 1995 r. muzułmańscy obrońcy stracili ostatnie punkty oporu wokół miasta. Do serbskiej niewoli trafiło trzydziestu holenderskich żołnierzy.
10 lipca 1995 r. Holendrzy poprosili ONZ o wsparcie lotnictwa. ONZ się wahała. 11 lipca samoloty NATO zbombardowały dwa serbskie czołgi, jednak na tym wyczerpało się wsparcie z powietrza, ponieważ Serbowie zagrozili likwidacją wziętych do niewoli żołnierzy holenderskich i ostrzałem bazy w mieście. Po południu Serbowie wkroczyli do Srebrenicy. Generał Ratko Mladić, głównodowodzący armii republiki serbskiej, zażądał, by wszyscy muzułmanie, którzy chcą żyć, złożyli broń. Prócz tego zaoferował, by ONZ zorganizowała ewakuację około 20 tysięcy ludności cywilnej, znajdującej się w okolicy Potočari. Organizacja tej ewakuacji przez ONZ zapobiegłaby rozdzieleniu kobiet i mężczyzn. Tego samego wieczora płk Thom Karremans przeprowadził rozmowę z holenderskim generałem Nicolarim o otrzymanej od Mladicia propozycji.

### Masakra
12 lipca 1995 r. pomimo odmowy ONZ na przeprowadzenie ewakuacji ludności cywilnej, gen. Mladić nakazał oddzielenie wszystkich mężczyzn i chłopców w wieku od 15 do 77 lat oraz zorganizował wywiezienie z okolic Potočari kobiet i dzieci przygotowanymi wcześniej autobusami, które w ciągu 30 godzin deportowały ich w bezpieczne tereny. W tym samym czasie Serbowie zaatakowali uciekających muzułmanów, którzy usiłowali na własną rękę przedostać się do oddalonej o około 50 km Tuzli, gdzie znajdowała się baza ONZ. Zginęły setki osób.
13 lipca 1995 r. z powodu kończących się zapasów żywności i braku warunków sanitarnych Holendrzy nakazali pozostałym muzułmanom opuścić obóz w zamian za obietnicę przeprowadzenia odpowiedniej ewakuacji. Przy wyjściu na muzułmanów czekali Serbowie, którzy oddzielili mężczyzn od kobiet i dzieci. W następnych dniach Holendrzy zanotowali kilka egzekucji przeprowadzonych na muzułmanach przez Serbów w okolicach Potočari. Między innymi 17 mężczyzn zostało zastrzelonych nad rzeką Jadar. Tego samego dnia po południu Serbowie otoczyli magazyny w Kravicy (nie chodzi o wodospady Kravica, lecz o miejscowość w pobliżu granicy z Serbią), gdzie schroniło się około tysiąca bośniackich uchodźców. Magazyny zostały obrzucone granatami.
14 lipca 1995 r. w Tišca zatrzymano konwój autobusów wiozących kobiety i dzieci ewakuowane z Potočari do Kladni. W autobusach znaleziono około 20 ukrytych mężczyzn. Rozstrzelano ich na miejscu, następnie konwój ruszył dalej.
Z Bratunac leżącego około 8 km od Srebrenicy rozpoczęła się ewakuacja, więźniów przewieziono na północ do szkoły w Grbavci, gdzie ulokowano ich w sali gimnastycznej, następnie wywieziono jeńców na pole i rozstrzelano. Kolejną grupę wywieziono do szkoły w Petkovci, rozstrzelano ich nad tamą. Egzekucje trwały od popołudnia do nocy, rannych dobijano jeszcze rano. W tych dwóch egzekucjach zabito ponad 1000 mężczyzn.
W Grbavci Serbowie zastrzelili strzałami w tył głowy około tysiąca mężczyzn, wielu z nich w młodym wieku lub bardzo starych, prawdopodobnie ponownie wyselekcjonowanych z konwojów ewakuowanych z Potočari.
16 lipca 1995 r. transporty z Bratunac dotarły do regionu Pilice, na farmie Branjevo od godziny 10 do 15 trwały rozstrzeliwania, jeńców dowożono autobusami. Po egzekucji rozstrzelano jeńców znajdujących się w miejscowym domu kultury, użyto tam także granatów. Serbowie pozwolili Holendrom opuścić Potočari. Holendrzy zostawili broń i zaopatrzenie.
Do 16 lipca 1995 r. Serbowie wykonali egzekucje, w których zginęło co najmniej 7414 bośniackich muzułmanów. Masowe groby znajdują się między innymi w Orohovacu, Kozluku, Kravicy, Petkovicy i innych. W górach wokół Srebrenicy egzekucje trwały kilka tygodni.
Bośniaccy Serbowie zaprzeczyli, jakoby mieli wywołać masakrę. Serbska strona twierdzi, że podawana przez muzułmański rząd w Sarajewie liczba ofiar upadku Srebrenicy była znacznie przesadzona i informacje o domniemanej masakrze zostały wykorzystane jako propaganda.

## Kontrowersje

### Sytuacja we wschodniej Bośni w latach 1992–1995
Siły muzułmańskie używały śmigłowców między kwaterą główną a Srebrenicą i Žepą. 16–17 kwietnia 1995 r. w tajemniczych okolicznościach na mocy rozkazu sztabu głównego Armii BiH w Sarajewie Naser Orić został wezwany wraz z 17 oficerami 28 Dywizji srebrenickiej i 5 oficerami 285 Brygady żepskiej do Tuzli. W ciągu trzech tygodni armia muzułmańska w Srebrenicy została bez dowództwa. W nocy z 6 na 7 maja niedaleko heliportu w Žepie został zestrzelony śmigłowiec powracający już tylko z 7 oficerami Armii BiH. Szef Sztabu 28 Dywizji – Ramiz Bećirović, dowódca batalionu manewrowego – Ejub Golić i szef Sztabu 285 Brygady – Ramo Čardaković przeżyli katastrofę i odnieśli tylko niewielkie obrażenia. Po tym incydencie zostały przerwane połączenia lotnicze między Tuzlą i enklawami. Tak więc już na początku serbskiej ofensywy podjętej w lipcu, Bećirović i Golić dowodzili oddziałami armii muzułmańskiej w Srebrenicy. Atak przeprowadzony ze „zdemilitaryzowanej” enklawy srebrenickiej na wieś był ostatecznym powodem operacji o kryptonimie „Krivaja 95”. 

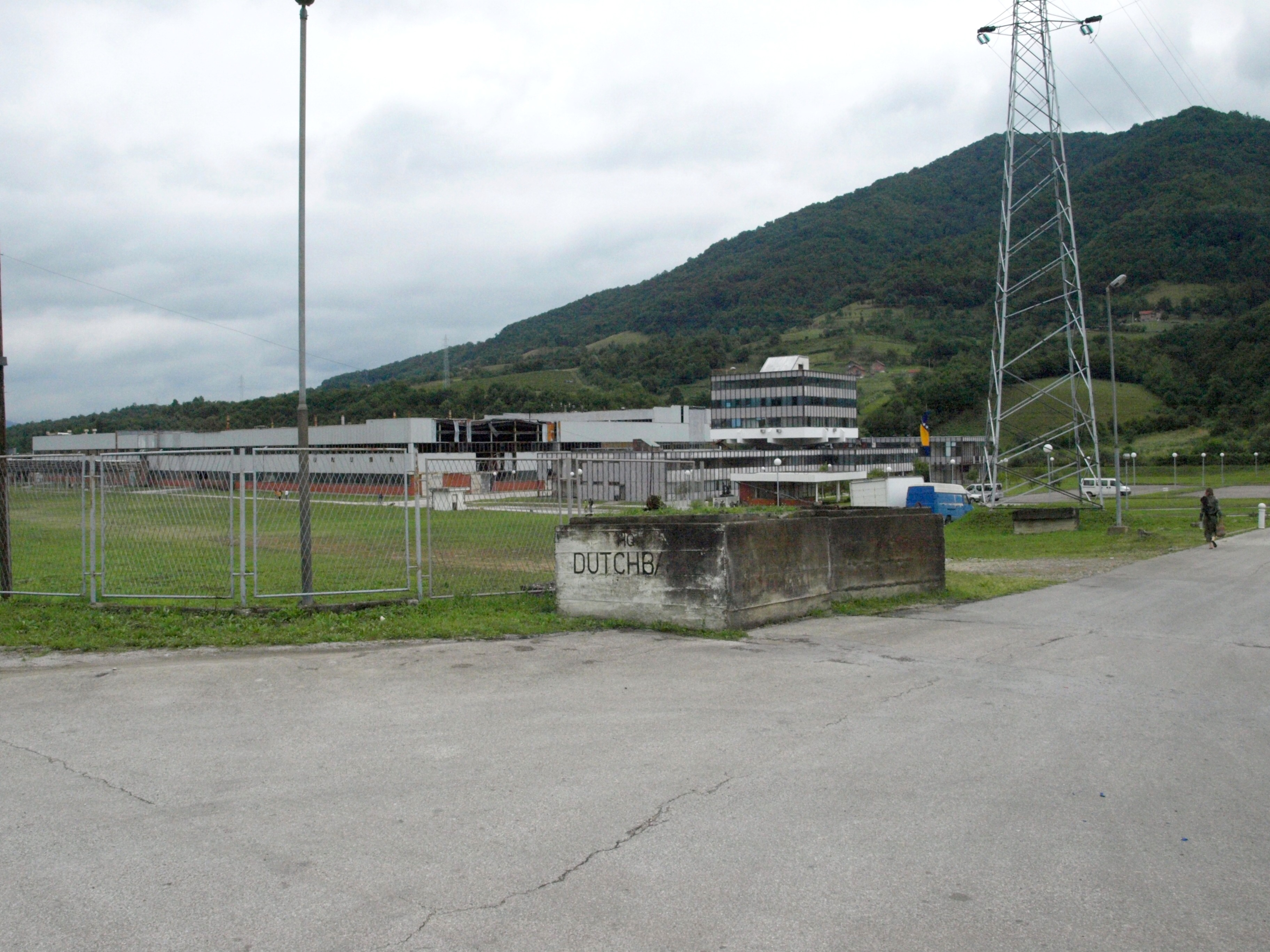
Cywile przebywali w bazie sił holenderskich ONZ w Potočari, skąd zostali ewakuowani autobusami do Kladanj

### Przerzut 28 Dywizji Armii BiH do Tuzli
Kiedy Srebrenica zaczęła upadać, siły 28 Dywizji Armii BiH wolały uciekać. Ucieczka rozpoczęła się 10 lipca, kiedy batalion holenderski raportował grupę około 300 żołnierzy muzułmańskich w drodze na północny zachód. Wieczorem 11 lipca 12–15 tys. muzułmanów zajęło pozycje w północno-zachodniej części enklawy (wieś Šušnjari), przygotowując się do marszu w kierunku Tuzli. W nocy z 11 na 12 lipca 1995 roku mieszana, wojskowo-cywilna kolumna opuściła enklawę przez góry i lasy. Czoło kolumny stanowili uzbrojeni żołnierze 28 Dywizji Armii BiH pod dowództwem majora Ramiza Bećirovića i kapitana Ejuba Golića, którzy wielokrotnie wdawali się w walkę z siłami serbskimi. W dalszej części poruszali się mężczyźni w wieku wojskowym (od wieku lat 15 w państwach islamu); niewielu z nich dysponowało bronią, najczęściej łowiecką.
Serbowie starali się namierzyć uciekinierów, ostrzeliwali ich i ostatecznie 13 lipca udało im się rozbić kolumnę między miejscowościami Kamenica i Konjević Polje, gdzie ariergarda kolumny musiała przekroczyć pola minowe lub przeprawiać się przez górską rzekę Jadar. Muzułmanie ponieśli straty rzędu 1–2 tys. ludzi. Bez względu na to, Armia BiH kontynuowała marsz przez linie serbskie do Tuzli. Rezerwy i 4 batalion Brygady Zvornik podjęły odpowiednie kroki w celu uniemożliwienia jej przemarszu. Serbowie 16 lipca zabili Ejuba Golića, przegrali jednak walki o Snagovo i Sapnę, tracąc od 300 do 500 ludzi. Aby uniknąć niepotrzebnych ofiar, Serbowie zostali zmuszeni otworzyć Armii Bośni i Hercegowiny korytarz do Tuzli.

## Operacja „Stupčanica 95”. Upadek Žepy
Już 14 lipca 1995 r., a więc w trzecim dniu po zajęciu Srebrenicy, armia bośniackich Serbów pod dowództwem Radislava Krsticia zaatakowała Žepę. Podczas ataków na strefę bezpieczeństwa nad pozycjami serbskimi przeleciały samoloty NATO, ale nie interweniowały. Serbowie zagrozili ostrzelaniem okolicznych posterunków wojsk ONZ, jeśli UNPROFOR wezwie na pomoc lotnictwo NATO, i 25 lipca zagarnęli enklawy. Ukraiński batalion ONZ ewakuował z Žepy około 10 000 cywilów.
27 lipca 1995 r. po tym, jak siły serbskie przejęły kontrolę nad muzułmańską enklawą, pułkownik Avdo Palić, który był dowódcą 285 Brygady Armii BiH, udał się na negocjacje warunków kapitulacji. Został porwany przez serbskie wojska, był przetrzymywany w areszcie wojskowym, a następnie zniknął w nocy 4 września 1995 r. Europejski Trybunał Praw Człowieka stwierdził, że stał się on ofiarą „wymuszonego zaginięcia”. Izba Trybunału ta orzekła, iż doszło do naruszenia prawa do życia, znęcania się i nielegalnego pozbawienia wolności.

## Konsekwencje

### Interwencja NATO w Bośni i Hercegowinie

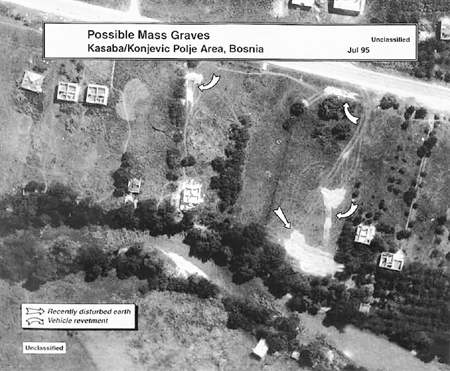
10 sierpnia 1995 roku Ambasador USA przy ONZ Madeleine Albright przedstawiła członkom Rady Bezpieczeństwa ONZ zdjęcia lotnicze wskazujące na istnienie masowych grobów w pobliżu miejscowości Nova Kasaba. Podczas badań kryminalistycznych przeprowadzonych tam w lipcu 1996 znaleziono ciała 33 osób. W 1999 znaleziono szczątki kolejnych 55 ofiar.

Po upadku Srebrenicy i Žepy NATO przyjęło plan masowych ataków na Serbów, jeżeli ci zaatakowaliby kolejną enklawę we wschodniej Bośni – Gorażde. „Klucz” ONZ w odniesieniu do użycia siły przez NATO, który spoczywał w ręku Yasushiego Akashi, Specjalnego Przedstawiciela Sekretarza Generalnego ONZ ds. Jugosławii, został przekazany dowódcy wojskowemu UNPROFOR, francuskiemu generałowi Bernardowi Janvierowi. Klucz natowski dzierżył admirał Leighton W. Smith, Dowódca Sił Sprzymierzonych Europy Południowej w Neapolu.
25 lipca i 1 sierpnia decyzje o nalotach już zapadły, samoloty NATO przebazowane zostały na lotniska włoskie i na lotniskowiec USS Theodore Roosevelt (CVN-71) na Adriatyku. Druga masakra na Markale stała się bezpośrednią przyczyną przeprowadzenia przez lotnictwo NATO operacji Deliberate Force.

### Trybunał
2 sierpnia 2001 r. Radislav Krstić, jeden z dowódców wojsk serbskich biorących udział w masakrze został skazany na 46 lat więzienia. 16 kwietnia 2002 r. w Holandii, po opublikowaniu raportu Holenderskiego Instytutu Dokumentacji Wojny nazywającego udział Holendrów w Srebrenicy „współpracą przy czystkach etnicznych”, tuż przed wyborami podali się do dymisji rząd Wima Koka oraz holenderski dowódca wojsk lądowych gen. Ad van Baal.
O zbrodnię popełnioną w Srebrenicy oskarżano generała Ratko Mladicia oraz głównych przywódców serbskich z okresu wojny, oskarżonych m.in. o zbrodnie w Srebrenicy: Radovana Karadžicia i Slobodana Miloševicia. Karadžić i Mladić, przez lata poszukiwani przez Międzynarodowy Trybunał Karny dla byłej Jugosławii, zostali ujęci przez władze serbskie odpowiednio w lipcu 2008 i w maju 2011. Natomiast Milošević, któremu jednak nie udowodniono bezpośredniego udziału w masakrze, zmarł w haskim więzieniu 11 marca 2006 r.
Po wydarzeniach w Srebrenicy w 1995 r. specjalny wysłannik ONZ Tadeusz Mazowiecki demonstracyjnie zrezygnował ze swojej funkcji ogłaszając raport w sprawie łamania praw człowieka przez wszystkie strony konfliktu.

### Film
Film z jedną z nagranych egzekucji został wyświetlony 1 czerwca 2005 r. w Hadze w czasie przesłuchania generała serbskiej milicji Obrada Stevanovicia, powołanego jako świadka obrony przez byłego prezydenta Jugosławii Slobodana Miloševicia. Niektórzy z żołnierzy zostali rozpoznani jako członkowie specjalnej jednostki paramilitarnej „Skorpiony”. Potwierdził to generał Stevanović. Milošević stwierdził, że jednostka „Skorpionów” nie podlegała serbskiemu Ministerstwu Spraw Wewnętrznych, oddalając od siebie zarzuty bezpośredniej odpowiedzialności za zdarzenia ukazane w filmie.

## Upamiętnienie w kulturze

### Literatura
Na motywach masakry powstało opowiadanie Gustawa Herlinga-Grudzińskiego pt. „Wędrowiec cmentarny”, które zostało opublikowane po śmierci autora.
Historia Srebrenicy została opisana przez Emira Suljagicia (ur. 1975) w książce pt. „Pocztówki z grobu”. Autor wraz z tysiącami innych bośniackich Muzułmanów schronił się w Srebrenicy, cudem przeżywając oblężenie i masakrę.
Temat masakry pojawia się w powieści pt. „Umrzeć w deszczu”, której autorem jest Aleksander Sowa.

### Muzyka
Historię masakry w Srebrenicy opisał szwedzki zespół power-metalowy Sabaton w piosence „We Burn”. Raper Genocide nagrał utwór „Srebrenica”, który mówi o ww. wydarzeniach.

### Film
Okoliczności zbrodni i jej badania zobrazowano w filmie fabularnym Rezolucja 819 z 2008 roku, w reżyserii Giacomo Battiato.
W 2020 roku odbyła się premiera filmu Aida reżyserii Jasmili Žbanić. Film opowiada historię pracującej dla ONZ tłumaczki Aidy, która próbuje ocalić swoją rodzinę przed wymordowaniem jej przez Serbów. Akcja filmu rozgrywa się w lipcu 1995 w Srebrenicy.